# Shakespeare in Love
Shakespeare in Love is een Amerikaans-Britse film uit 1998 van John Madden. De hoofdrollen worden vertolkt door Joseph Fiennes, Gwyneth Paltrow, Geoffrey Rush, Colin Firth, Ben Affleck en Judi Dench. Verschillende personages zijn gebaseerd op historische figuren en veel van de personages en plotelementen verwijzen naar de toneelstukken van William Shakespeare.
De film bracht wereldwijd $289.317.794 op. Hij won zeven Oscars, waaronder die voor de Beste Film en Beste Actrice.

## Verhaal
Het verhaal gaat over William Shakespeare (gespeeld door Joseph Fiennes). Shakespeare kampt met een gebrek aan inspiratie omdat hij geen echte muze heeft. Er zijn weliswaar diverse meisjes in zijn omgeving, maar die inspireren hem niet. Hij wordt op zijn huid gezeten door zijn opdrachtgever, de eigenaar van het theater The Rose. Die wil graag een komedie, het liefst met een hond, omdat Koningin Elizabeth I daar zo om moet lachen. Dus schrijft Shakespeare aan Romeo en Ethel, de dochter van de piraat, een komedie. Er worden audities gehouden en diverse acteurs melden zich. Ook ene Thomas Kent meldt zich, een jonge acteur met veel talent. Shakespeare is diep onder de indruk en biedt Kent de rol aan van Romeo. Maar Kent is eigenlijk geen man, maar Viola de Lesseps (Gwyneth Paltrow) een jonge, maar rijke dame, die met Lord Wessex (Colin Firth) gaat trouwen. Viola is idolaat van het toneel en het werk van Shakespeare. Ze wil graag het toneel op, maar dat is onmogelijk. In de tijd van Elizabeth I was het vrouwen verboden te acteren op het toneel. De vrouwenrollen werden door mannen gespeeld. Als Shakespeare erachter komt dat Thomas Kent in werkelijkheid Viola in travestie is, wordt hij verliefd. Viola en Shakespeare raken verstrikt in een verboden liefde, die voor de laatste de inspiratie is voor het schrijven van een nieuw verhaal, dat Romeo en Julia gaat heten. De verbaasde acteurs zien de komedie veranderen in een tragedie en krijgen nieuwe rollen. Dan ontdekt Tilney, die toezicht houdt op het toneel en de censor is van de koningin, dat Thomas Kent een vrouw is. The Rose moet sluiten en het gezelschap mist nu een belangrijke acteur en een schouwburg. Het gezelschap krijgt echter het aanbod op te treden in The Curtain. Shakespeare neemt de rol van Romeo over en alles lijkt goed te komen. Dan slaat het noodlot weer toe: de acteur die Julia speelt krijgt de baard in de keel. Viola, die de voorstelling bijwoont, springt bij en vertolkt de rol van Julia. Het stuk wordt een groot succes, al weet het gezelschap dat Tilney het stuk zal verbieden omdat er een vrouw in meespeelt. Maar dan grijpt de koningin in. Zij zegt dat de acteur die Julia speelt Thomas Kent in travestie is en dat de censor zich vergist. Aangezien niemand haar durft tegen te spreken, kan niemand ingrijpen. Viola gaat terug naar haar man en Shakespeare heeft inspiratie voor een nieuw toneelstuk.

## Rolverdeling
| Acteur          | Personage                  |
| --------------- | -------------------------- |
| Hoofdrollen     |                            |
| Joseph Fiennes  | William "Will" Shakespeare |
| Gwyneth Paltrow | Viola De Lesseps           |
| Geoffrey Rush   | Philip Henslowe            |
| Colin Firth     | Lord Wessex                |
| Ben Affleck     | Ned Alleyn                 |
| Judi Dench      | Koningin Elizabeth         |
| Simon Callow    | Edmund Tilney              |
| Tom Wilkinson   | Hugh Fennyman              |

## Productie

### Scenario
Eind jaren tachtig kreeg schrijver Marc Norman een telefoontje van zijn zoon Zachery. Vader en zoon spraken over mogelijke toneelscenario's en Zachery opperde het idee om een scenario te schrijven over een jonge William Shakespeare en het theater in de tijd van Elizabeth I. Norman speelde met het idee maar kreeg aanvankelijk niets op papier. Het zou twee jaar duren voordat hij een idee uitgewerkt had over een jonge Shakespeare, worstelend met een schrijversblok. Norman maakte een conceptversie en stuurde het naar regisseur Ed Zwick. Deze zag iets in het idee, maar vond het door Norman geschreven toneelstuk maar niets. Hij ging op zoek naar een andere toneelschrijver. In 1990 was de film Rosencrantz & Guildenstern Are Dead uitgebracht, een film gebaseerd op het gelijknamige toneelstuk van Tom Stoppard. Stoppard had zich voor het stuk laten inspireren door Hamlet van Shakespeare. Zwick vroeg Stoppard om het scenario te herschrijven.

### Realisatie
In 1991 ging Zwick aan de gang met het project. Julia Roberts werd gevraagd om de rol van Viola te spelen. De actrice had echter bedongen dat zij de auditierechten kreeg en stond er op dat Daniel Day-Lewis de rol van Shakespeare zou spelen. Lewis was echter niet geïnteresseerd en stond op het punt de hoofdrol te aanvaarden in de productie In the Name of the Father. Roberts vloog speciaal naar Engeland om de acteur over te halen, maar Lewis bleef weigeren. Voor Roberts was het project nu van de baan en ze trok zich zes weken voor het begin van de opnames terug. Ook Universal Studios verloor nu zijn interesse en trok de stekker uit het project. Zwick probeerde tevergeefs om andere studio's te interesseren. Uiteindelijk wist hij Miramax over te halen. Miramax produceerde de film samen met Bedford Falls, de productiemaatschappij van Zwick. De regisseur was zelf bezig met de opnames van de productie The Siege en niet beschikbaar voor de regie. Kevin Reynolds en Kenneth Branagh werden overwogen voor de regie, maar uiteindelijk werd in plaats van Zwick John Madden als regisseur aangetrokken.

### Acteurs
Door de lange voorbereiding en het voortdurend uitstellen van de opnames waren veel acteurs niet meer beschikbaar of werden uiteindelijk gekozen in een andere rol. Voor de rol van Shakespeare werd even gedacht aan Kenneth Branagh, maar men koos uiteindelijk voor Fiennes. Nadat Julia Roberts had afgezegd, waren Jodie Foster, Meg Ryan en Winona Ryder in de race voor de rol van Viola. Ook Kate Winslet was gevraagd, maar zij weigerde de rol. Uiteindelijk werd Gwyneth Paltrow uitverkoren. De keuze voor Paltrow was voor Ben Affleck een goede aanleiding om de betrekkelijk kleine rol van Ned Alleyn te accepteren. Affleck en Paltrow waren in die tijd namelijk een stel en konden op die manier meer tijd met elkaar doorbrengen. Simon Callow was in de oorspronkelijk productie gekozen in de rol van Philip Henslowe. Toen echter de stekker uit het project ging en het enige tijd duurde voordat Miramax alsnog belangstelling toonde trok Callow zich terug. Vervolgens kreeg Geoffrey Rush in de nieuwe productie de rol van Henslowe. Callow werd gevraagd voor de rol van Tilney.

### Eindproductie
Men had moeite met het afronden van de film. De reacties van het testpubliek vielen tegen en bevestigden de indruk dat sommige zaken onduidelijk overkwamen. Zo begreep het testpubliek niet dat Viola, die met Lord Wessex ging trouwen, zo gemakkelijk verliefd werd op een ander. Om die reden werden de scènes toegevoegd waarin de vader van Viola haar eigenlijk verkoopt aan Wessex. (In ruil voor geld trouwt Wessex met Viola, die daarmee een adellijke titel verwerft). Ook het einde van de film bleek problematisch. Het testpubliek vond het einde waarbij Viola met Wessex naar Amerika gaat en Shakespeare alleen achterblijft onbevredigend. Verschillende alternatieve eindes werden verfilmd, maar zonder succes. Schrijver Stoppard kwam toen met het idee om Viola aan Shakespeare te laten suggereren dat hun afscheid de inspiratie zal vormen voor een nieuw toneelstuk. Voor deze nieuwe scènes moesten echter nieuwe opnames gemaakt worden en dat terwijl de premièredatum al snel dichterbij kwam. Fiennes werd weggeplukt uit een toneelproductie aan de West End in Londen en Paltrow onderbrak de opnames voor The Talented Mr. Ripley, waarna de laatste opnames werden geschoten.

## De film en het werk van Shakespeare
Shakespeare was een bekende naam in Londen tussen 1592 en 1613 waar hij naam maakte als dichter, toneelschrijver en acteur. Zeker is dat een groot aantal stukken van hem al werden opgevoerd in 1592. Shakespeare was echter al in Londen in 1585. Maar juist over de jaren tussen 1589-1592 is weinig over hem bekend. De scenaristen hebben dit gat in het leven van Shakespeare gebruikt voor de film. Over de jonge Shakespeare en zijn scheppingen is zo weinig bekend dat er ruimte is voor speculatieve fantasie. De schrijvers van de film laten fictie en fantasie voortdurend in elkaar overlopen, waarbij de vele onzekerheden over het leven en werk van Shakespeare voldoende ruimte biedt.
De film speelt zich af in 1593, Shakespeare heeft dan al enig succes als toneelschrijver, maar wordt gezien als de mindere van zijn grote concurrent Christopher Marlowe. Marlowe werd in hetzelfde jaar gedood in een bargevecht. Deze gebeurtenis komt ook voor in de film en wordt door de schrijvers gebruikt om de jaloezie tussen Lord Wessex en Shakespeare in beeld te brengen. Als de jaloerse Wessex aan Shakespeare vraagt hoe hij heet, stamelt deze laatste: 'Christopher Marlowe'. Later wordt de suggestie gewekt dat Wessex Marlowe heeft laten vermoorden. Niet veel later ziet Wessex in de kerk een bebloede en boze Shakespeare op hem afkomen. Shakespeare wijst met een beschuldigende vinger naar Wessex. De doodsbange Wessex denkt nu dat de geest van Marlowe bij hem komt spoken. Dit refereert overigens weer aan een toneelstuk van Shakespeare, Macbeth, waar de hoofdfiguur wordt geconfronteerd met de bebloede geest van Banquo, die naar hem wijst. Ook verwijst het naar de dood van Mercutio in Romeo en Julia. Mercutio, een vriend van Romeo, wordt gedood in een gevecht en Romeo wreekt zijn dood. 1593 is een goede referentie want de tragedie van Romeo en Julia zou tussen 1591 en 1594 zijn opgevoerd. Aangezien men echter over de chronologie van veel van Shakespeares werken geen zekerheid heeft, konden ook hier de makers speculeren. Andere stukken van Shakespeare komen ook aan bod. Zo wordt in de film The Two Gentlemen of Verona opgevoerd aan het hof. Shakespeare vraagt aan het begin van de film aan Henslowe geld voor het schrijven van dit toneelstuk.
Er worden nog andere werkelijk bestaande personages in de film opgevoerd. Zo speelt een brutaal straatjochie John Webster een rol. Het is een onaangenaam kind dat zegt veel plezier te beleven aan de moord en doodslag in Shakespeare toneelstukken. Webster heeft werkelijk bestaan en zou onder koning Jacobus I een belangrijke schrijver van toneelstukken worden. Toneelstukken vol bloed en moord.
Viola vraagt op zeker moment aan Shakespeare of hij alle toneelstukken zelf heeft geschreven. Dit is een referentie aan de al twee eeuwen durende discussie of Shakespeare de auteur was van de aan hem toegeschreven toneelstukken of dat een onbekend gebleven schrijver Shakespeare gebruikte als dekmantel.
De grootste inspiratie voor de film blijft echter Romeo en Julia zelf. De schrijvers suggereren dat het stuk voortkomt uit de liefdesaffaire tussen Shakespeare en Viola. De balkonscène, de scènes met de voedster van Viola, de ruzie tussen de toneelgezelschappen van The Curtain en The Rose dienen als inspiratie voor de beroemde tragedie. Zelfs wordt de indruk gewekt dat Marlowe enige suggesties doet aan Shakespeare voor de plot van het stuk. Verder worden allerlei referenties aan het stuk door de film heen genoemd. Zo roept aan het begin van het stuk een Puritein: "The Rose smells thusly rank, by any name! I say, a plague on both their houses!" De eerste zin komt van: "A rose by any other name would smell as sweet" uit het tweede bedrijf, scène 2) de tweede uitspraak is een verwijzing naar, "a plague on both your houses" (derde bedrijf, scène 1).

## Prijzen
De film won een Oscar in de volgende categorieën: beste film, beste actrice (Gwyneth Paltrow), beste actrice in een bijrol (Judi Dench), beste art direction, beste kostuums, beste muziek, en beste originele scenario. Verder waren er BAFTA Awards voor beste film, beste actrice in een bijrol (Judi Dench), beste acteur in een bijrol (Geoffrey Rush), en beste montage. Ook waren er Golden Globes voor beste film, beste actrice (Gwyneth Paltrow), beste actrice in een bijrol (Judi Dench), en beste acteur in een bijrol (Geoffrey Rush).